# Hästmyrbergets naturreservat
Hästmyrbergets naturreservat är ett naturreservat i Nordanstigs kommun i Gävleborgs län. Området fortsätter norrut i naturreservatet Malungsfluggen i Västernorrlands län.
Området är naturskyddat sedan 1999 och är 162 hektar stort. Reservatet består av mossar, äldre granskog och äldre lövträd.